# ヘラ (小惑星103番)
ヘラ（103 Hera）は、小惑星帯に位置する大きな小惑星の一つ。表面はケイ素で覆われている。1868年9月7日にアメリカ合衆国の天文学者、ジェームズ・クレイグ・ワトソン（英語: James Craig Watson）により発見された。ギリシア神話のゼウスの妻、ヘラにちなんで命名された。なお、ローマ神話でヘラに対応するユノにちなんだ小惑星ジュノーも別に存在する。